# Polis i Republiken Irland

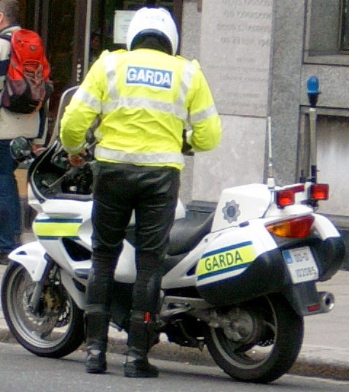
En motorcykelpolis med uniform och motorcykel

Garda Síochána na hÉireann ([ˈgaːrdə ʃiːˈxaːnə nə ˈheːɾʲən], iriska för "fredsväktare") är Republiken Irlands polismyndighet. Kåren leds av Garda Commissioner, som utnämns av regeringen. Högkvarteret ligger i Phoenixparken i Dublin. Myndigheten grundades 1922 och har idag 703 polisstationer runt hela Republiken.

## Namnet

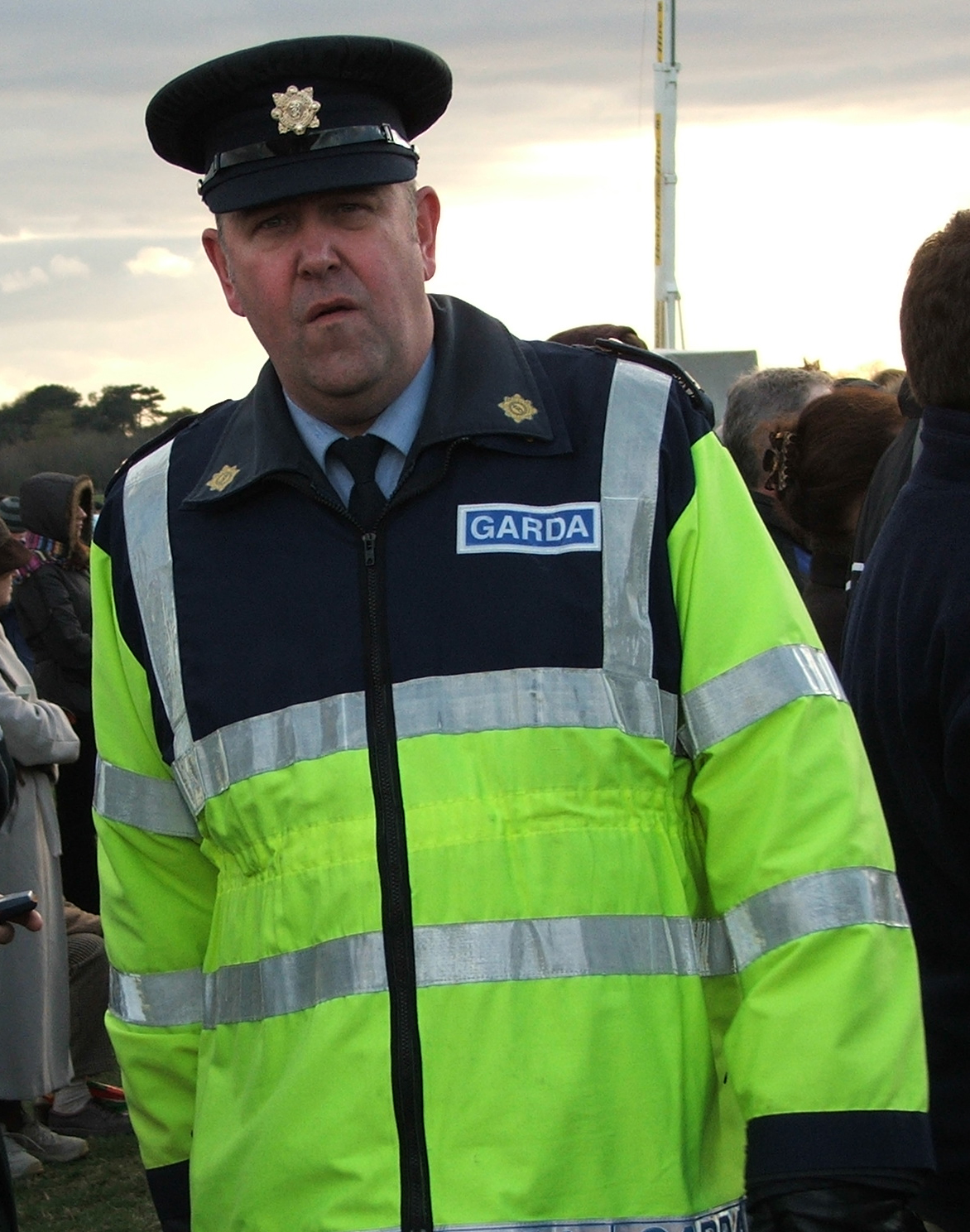
En irländsk polis - garda

I början kallades polisen för det engelska namnet, Civic Guard, men detta namnet föll snart bort. Snart därefter kom namn som An Garda Síochána, Garda Síochána, Garda, Gardaí, eller guards.
En polis kallas även för garda, eller i flertal för gardaí; garda är den lägsta tjänstegraden inom kåren, och därför används denna titel för de vanliga poliserna. I praxis vill de flesta på Irland kalla poliserna för guard eftersom det är mer bekvämt när man pratar engelska. Kvinnliga poliser kallades tidigare officiellt för bangharda ([banɣaːrdə]), "kvinnoväktare". Denna titel avskaffades 1990, men används fortfarande i dagligt tal om man vill säga att det handlar om en kvinna.

## Struktur
| Tjänstegrad på engelska | Tjänstegrad på iriska | Antal innehavare 2014 |
| ----------------------- | --------------------- | --------------------- |
| Commissioner            | Choimisinéir          | 1                     |
| Deputy Commissioner     | Leas-Choimisinéir     | 0                     |
| Assistant Commissioner  | Cúntóir-Choimisinéir  | 8                     |
| Chief Superintendent    | Príomh-Cheannfort     | 41                    |
| Superintendent          | Ceannfort             | 140                   |
| Inspector               | Cigire                | 300                   |
| Sergeant                | Sáirsint              | 1,946                 |
| Gardaí                  | Gardaí                | 10,459                |
| Reserve Gardaí          | Gardaí Ionaid         | 1,112                 |
| Student Gardaí          | Mac Léinn Ghardaí     | 200                   |

Styrkan leds av Garda Commissioner, som under sig har två Deputy Commissioners, en med ansvar för strategiskt arbete och resursförvaltning, och en med ansvar för operationer. Under dem finns tio Assistant Commissioners, varav sex har ansvar inom geografiska områden medan de fyra andra har stödroller på nationell nivå. En civilt anställd finansdirektör står organisatoriskt sett på samma nivå som Assistant Commissioners. Styrkan är indelad i sex regioner, varje ledd av en Assistant Commissioner. Regionerna är Dublin Metropolitan, Eastern, Northern, Southern, South-Easter och Western.
På nästa nivå finns omkring 25 Chief Superintendents, som leder divisioner. Varje division är indelad i distrikt, som leds av en Superintendent med stöd från flera Inspectors. Varje distrikt är i sin tur indelad i underdistrikt, som leds av sergeanter.
Ett underdistrikt har normalt en polisstation. Hur många som arbetar på dessa stationer varierar i förhållande till vilka tjänster de har. De flesta tjänstemännen är vanliga poliser, gardaí. De som har lägst rang är studenter, som under delar av utbildningen är utplacerat i underdistrikt. 
Styrkan har omkring 1 000 civilt anställda i stöd.

## Motorfordon

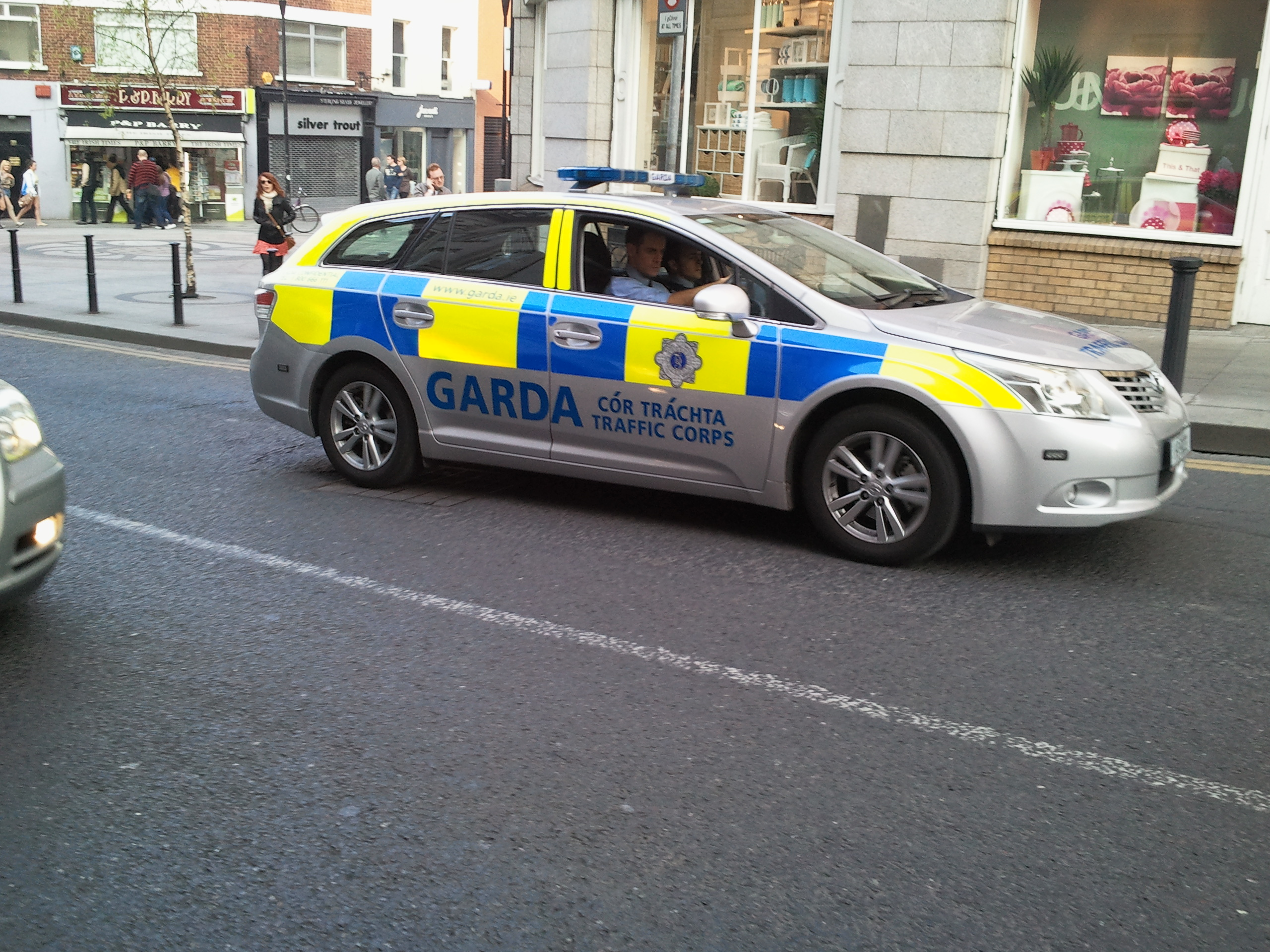

Polisens fordon är normalt vita med två smala, blå ränder samt en kraftig grön rand, samt styrkans vapensköld.

## Vapen

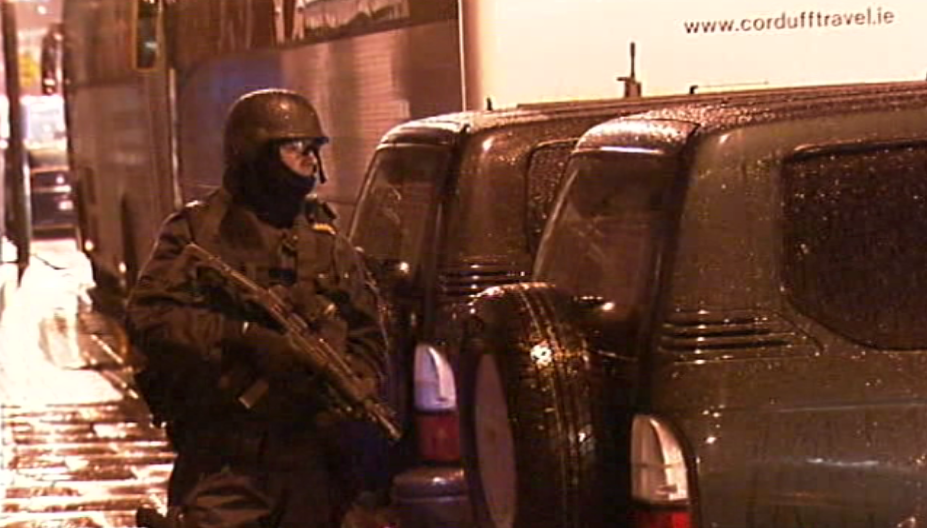
Beväpnad garda i Dublin.

Uniformerade tjänstemän bär inte rutinmässigt skjutvapen. Då styrkan upprättades var den beväpnad, men den provisoriska regeringen valde snart att förändra detta. Den första Garda Commissioner, Michael Staines, uttalade att "Garda Síochána kommer inte lyckas genom styrka från vapen eller antal, utan genom sin moraliska auktoritet som folkets tjänare".
Omkring 3 000 av de 12 000 medlemmarna av Garda är regelmässigt beväpnade. Detta inkluderar Emergency Response Unit och andra specialavdelningar, samt de flesta detektiverna.

## Gradbeteckningar
- Commissioner (Rikspolischef)

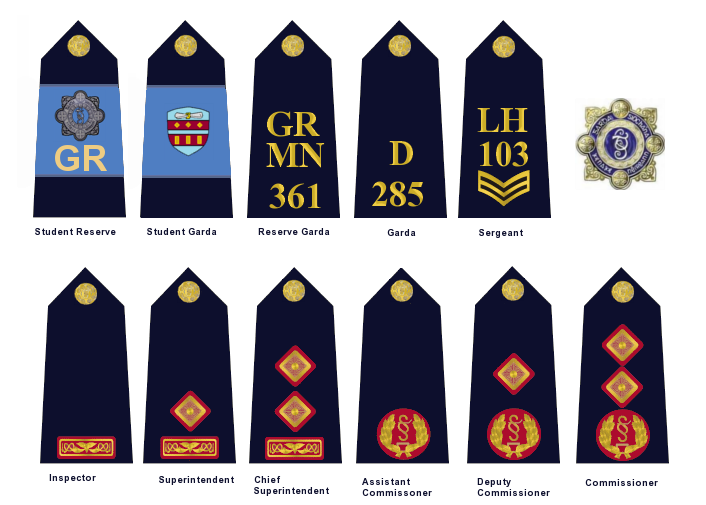
Tjänstegrader och gradbeteckningar i Garda Siochana.

- Deputy Commissioner (Biträdande rikspolischef)
- Assistant Commissioner (Polisdirektör)
- Chief Superintendent (Polismästare)
- Superintendent (Polisintendent)
- Inspector (Poliskommissarie)
- Sergeant (Polisinspektör)
- Garda (Polisassistent)
- Reserve Garda (Reservpolis)
- Student Garda (Polisstudent)
- Student Reserve (Reservpolisstudent)